# Uroš Razpet
Uroš Razpet, slovenski podjetnik, politik in arhitekt* 15. avgust 1970, Maribor.
Opravljal je funkcijo župana Občine Ruše med letoma 2014 in 2018, prav tako pa je ustanovitelj arhitekturnega biroja Plan B, kjer opravlja funkcijo direktorja družbe.

## Življenjepis
Rodil se je v Mariboru mami Ani in očetu Rafaelu Razpetu kot mlajši brat Alešu Razpetu. 
Obiskoval je Osnovno šolo Janka Glazerja v Rušah, nato pa se vpisal na II. gimnazijo Maribor, takrat imenovano Sredno naravoslovno šolo Miloša Zidanška. 
Po končani gimnaziji je obiskoval Fakulteto za Arhitekturo Univerze v Ljubljani in leta 1999 diplomiral. 
Kot diplomiran inženir arhitekture se je vpisal na program Master of Business Administration (magister poslovne administracije) na Univerzi v Kansasu, ZDA, ki ga je uspešno zaključil leta 2001.
Leta 2001 je v Mariboru ustanovil arhitekturni biro Plan B d.o.o. 
Leta 2003 se mu je v Mariboru rodila hči Živa, 5 let kasneje pa še sin Žiga.

## Politična dejavnost
Med letoma 2010 in 2014 je s podporo svoje stranke Združena Akcija opravljal funkcijo podžupana pod županom Urošem Štancem.
S stranko Združena Akcija so na lokalnih volitvah leta 2014 kandidirali za mesta v občinskem svetu. Dosegli so najvišji delež glasov (12,1%) in s tem 3 mandate.
Istega leta je kandidiral za župana in z 53,72% glasov premagal konkurentko Trudo Pepelnik.

Med svojim mandatom je z ekipo dokončal rekordno število projektov, med drugim prenovo Športnega parka Ruše, izgradnjo Ruškega odseka dravske kolesarske poti, ustanovitev Ruškega drsališča, projekt Ride Ruše, načrtovanje dirt bike proge v Matavškovi gramoznici in prenovitev Ruške enote Mariborske knjižnice. Prav tako je pod njegovim vodstvom Občina Ruše leta 2018 prejela Zlati kamen.
»Velikokrat sem deloval kot nekakšna šok terapija, kar je lahko v lokalnem okolju zelo problematično.«

## Plan B d.o.o
Plan B je leta 2001 Uroš ustanovil v Mariboru. Kasneje je podjetje poleg sedeža v Mariboru dobilo še enoto v Ljubljani. 
Biro se ponaša z nekaterimi od največjih arhitekturnih projektov v Sloveniji: potniški terminal Letališča Jožeta Pučnika Ljubljana, Medicinska fakulteta Univerze v Mariboru, Šolski center Slovenj Gradec, laboratorijski prizidek Agencije Republike Slovenije za okolje in prostor, Regijski center za ravnanje z odpadki Ljubljana, prenova Gledališča Ptuj.

Prav tako pa projektirajo tudi izven Slovenije - Muzej sodobnih umetnosti v Cetinjah, Črna Gora. 
“Nismo zgolj ljudje. Je naš način delovanja, ki vsako nalogo rešuje celostno in individualno z izbiro najbolj ustrezno usposobljenih ljudi in na način, ki presega polja internega delovanja.”

## Nagrade
- BigSEE Architecture Award (2021)
- Zlati svinčnik za odlično realizacijo (2019)
- Zlati svinčnik za odlično izvedbo (2017)
- 1. nagrade na javnih natečajih: Ureditev Mariborskega otoka in levega brega Drave, Stanovanjska soseska Lukovica Jug, Šolski center Slovenj Gradec, Urbanistična ureditev naselja Dobrova.[5]